# Erasco

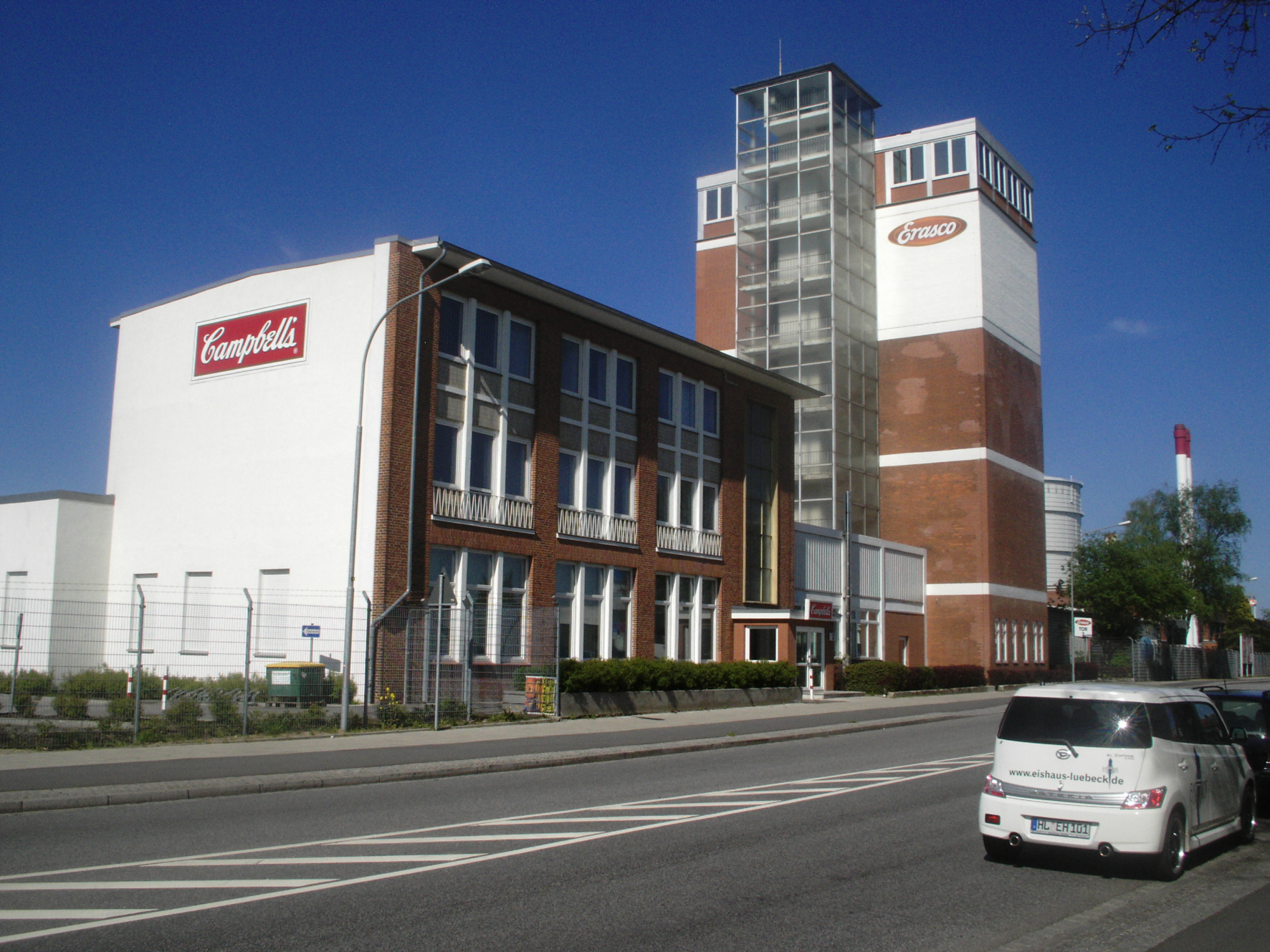
Erasco-Produktion in ehem. Gebäuden der Lück-Brauerei in Lübeck

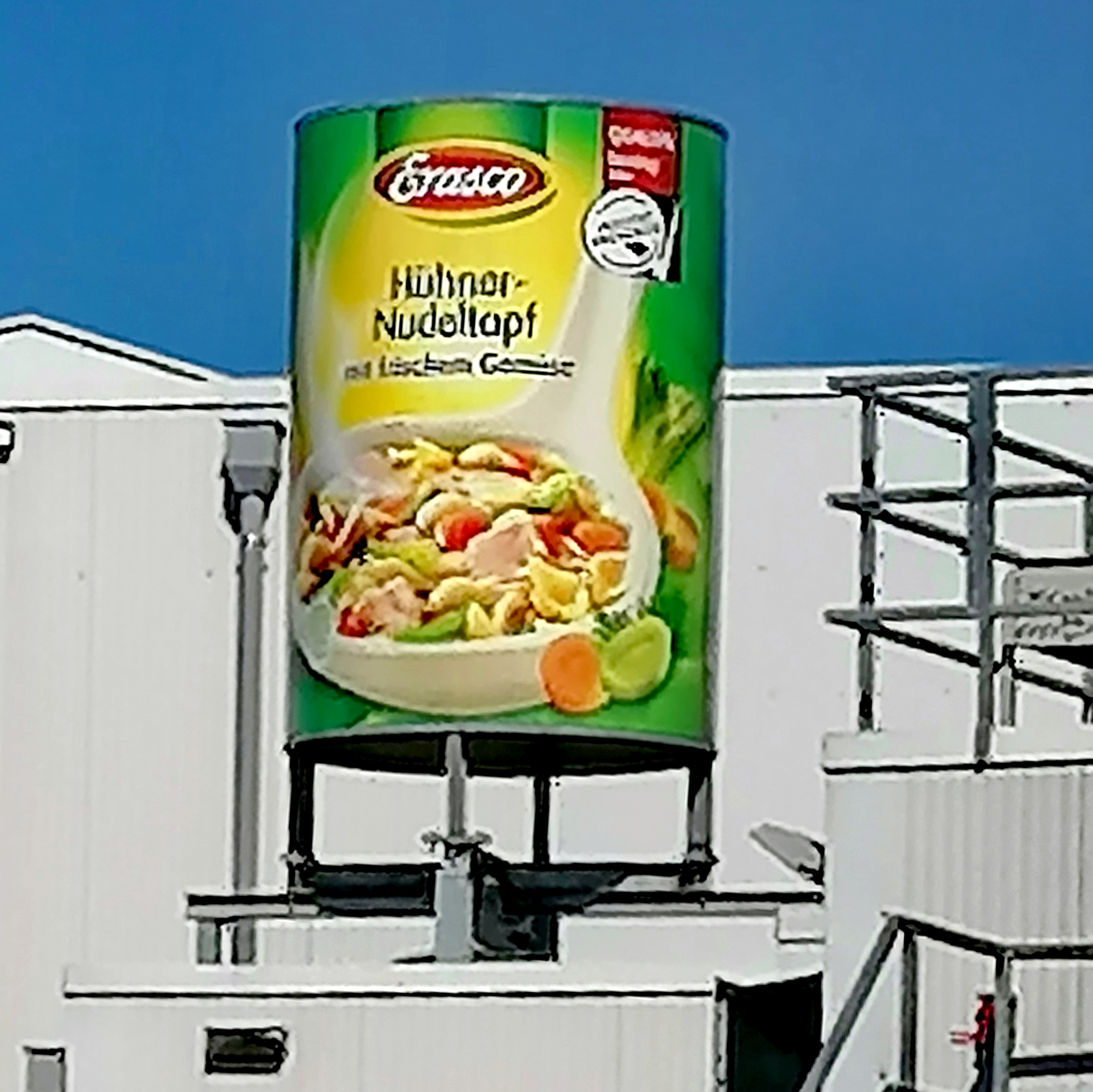
Werbeträger am Werk

Briefkopf Erasmi (1898)

Erasco ist eine Marke des spanischen Unternehmens The GB Foods. Der Begriff Erasco ist aus der früheren Firmierung des Unternehmens unter Paul Erasmi & Co. GmbH abgeleitet.

## Geschichte
Nach dem Vorbild der von Heinrich Carstens 1845 in Lübeck gegründeten ersten deutschen Konservenfabrik experimentierte Charlotte Erasmi (1827–1893) seit 1866 mit dem Haltbarmachen von Lebensmitteln in luftdicht verschlossenen Dosen. Ihre Einmachküche wurde 1870 als Fabrik für haltbare Speisen ins Handelsregister eingetragen. Technische Verbesserungen und günstige Verkehrsanbindungen schufen zusammen mit eigenen Spargel-Plantagen und Champignonzucht Voraussetzungen zur großindustriellen Produktion. Sie erhielt den Titel „Königliche Hoflieferantin“.
Vorläuferunternehmen der heutigen Gesellschaft waren die 1873 in Lübeck gegründete Süßwarenfabrik F. Vorbeck GmbH & Co. sowie die 1886 ebenda gründete Konservenfabrik Paul Erasmi & Co. GmbH. Diese schlossen sich 1926 zur Vereinigten Konserven- und Süßwaren-Fabriken GmbH zusammen.
Der Markenname „Erasco“ wurde 1950 rechtlich geschützt. Fertigprodukte werden seit 1968 produziert.
Der zuletzt als Erasco GmbH firmierende Hersteller wurde 1996 von der weltweit operierenden US-amerikanischen Campbell Soup Company mit Hauptsitz in Camden, New Jersey, übernommen. Die Umfirmierung in Campbell Germany GmbH erfolgte 2002.
2013 gab Campbell bekannt, ihr Europa-Geschäft (Campbell Europe) an den Finanzinvestor CVC Capital Partners mit Sitz in Luxemburg verkaufen zu wollen.
Seit März 2014 firmierte die ehemalige Campbell‘s Germany GmbH als Continental Foods Germany GmbH. Die Tochter des belgischen Unternehmens Continental Foods wurde 2019 an The GB Foods verkauft.

## Produktpalette, Sonstiges
Zu den in Lübeck hergestellten Markenprodukten gehören „Erasco“ sowie seit 2001 die „Heisse Tasse“ (aus Werbegründen, orthografisch eigentlich Heiße Tasse) und „Raguletto“. Mit etwa 500 Beschäftigten gehört das Unternehmen zu den größeren Arbeitgebern Lübecks. Erasco zählte im Jahr 2003 zu den deutschen Marktführern bei Suppen (32 %), im Eintopfsegment (54 %) und bei Instantsuppen (56 %).
Erasco wirbt noch heute mit dem 1990 von der von Rolf Günther Brendel (* 1928) geführten Agentur Markenwerbung International entwickelten Slogan „Das Gute daran ist das Gute darin“, wohingegen die 2004 entstandene Wortschöpfung der Agentur Young & Rubicam „Geschmack getroffen“ heute wieder verschwunden ist.